# Viola savatieri
Viola savatieri är en violväxtart som beskrevs av Tomitaro Makino. Viola savatieri ingår i släktet violer, och familjen violväxter. Inga underarter finns listade i Catalogue of Life.